# Михайло Фейса
Фейса Михайло (русн. Фейса Михайло, серб. Феjса Михаjло; нар. 1957 року в Куцурі, Сербія) — руснацький мовознавець, професор Новосадського університету, науковий і культурний діяч. 

## Життєпис
Михайло Фейса народився в Коцурі 1957 року, де ходив до руснацької школи. Закінчив гімназію бачвансько-русинською мовою в Руськім Керестурі, у Новім Саді вступив до філософського факультету за англійською спеціальністю. Закінчив 1990 року магістратуру (Анґлийски елементи у руским язику) на філологічному факультеті в Белграді, здобув ступінь доктора 2000 року (Час и вид у руским и анґлийским язику) на філософському факультеті в Новім Саді.
Короткий час він викладав англійську мову в двомовних початкових школах у Коцурі, а також у гімназіях у Руському Керестурі. З 1983 року працює на катедрі русиністики філософського факультету Новосадського університету. 2015 року Михайла Фейсу призначено на посаду професора з дисципліни «Руски язик».
Перед виданням Енциклопедії русинської історії та культури (Encyclopedia of Rusyn History and Culture) став членом Академії Русинської Культури 2008 року. Тоді ж його удостоєно Жовтневою премією громади Вербас, а Американський біографійний інститут визнав його одним із тисячі носіїв звання Great Mind XXI. 

## Наукова діяльність
Михайло Фейса є автором більше 250 праць. Переклав бачвансько-русинською мовою: Гамлет Шекспіра (1985) та Алиса у Жеми Чудох Л. Керола (1988). Є головним редактором двотомного збірника Русини / Руснаци / Ruthenians (1745-2005) (I том 2006; II том 2009). Член Асоціації журналістів Сербії, Асоціації журналістів Воєводини та Міжнародної федерації журналістів.
Галузі дослідження: руснацька мова, стандартизація руснацької мови, уплив сербської та англійської мов, лексикологія, морфологія, національні спільноти/меншини, культура, статус руснаків/русинів у країні та за кордоном, контрастивна граматика, соціолінгвістика.

### Кодифікація бачвансько-русинської мови
1992 року в Бардіївських Купелях відбулася Перша міжнародна конференція русинської мови, а Михайло Фейса, як представник із Сербії, став членом створеної міжрегіональної комісії, яка взялася кодіфікувати окремі варіанти русинської мови. З огляду на внесок науковця в розвиток бачвансько-русинської мови, 2014 року в Будапешті його нагороджено Академічною премією імени Антонія Годинки. 
Прагнучи подолати неузгодженості й неясності в словниках і правописі, М. Фейса розпочав створювати новий правопис літературної бачвансько-русинської мови. На першому етапі – «Правописни словнїк руского язика» (2017), де на рівні лексики розв'язано правописні проблеми, а на другім — «Правопис руского язика» (2019), де сформульовано відповідні правила. Пізніше сам автор зазначив, що й вони розв'язали не всі завдання. Із цієї причини М. Фейса й Г. Медеші почали розробляти «надбудову» до наявних робіт і вже у квітні 2022 представили новий правопис. Науковці розповіли, що за головну мету поставлено розв'язати дилеми й суперечності, які нагромаджували за останні 50 років ― від появи правопису М.М. Кочиша.